# Pulvinaria rhizophila
Pulvinaria rhizophila är en insektsart som beskrevs av Borchsenius 1952. Pulvinaria rhizophila ingår i släktet Pulvinaria och familjen skålsköldlöss. Inga underarter finns listade i Catalogue of Life.